# Wojciech Giertych
Wojciech Giertych OP (ur. 27 września 1951 w Londynie) – polski dominikanin, doktor teologii moralnej, doctor honoris causa nauk humanistycznych Christendom College, Teolog Domu Papieskiego, członek Papieskiego Komitetu ds. Międzynarodowych Kongresów Eucharystycznych, konsultor Kongregacji Nauki Wiary, konsultor Kongregacji ds. Beatyfikacji i Kanonizacji, przewodniczący Komisji Wydawniczej Libreria Editrice Vaticana, wykładowca Angelicum.

## Życiorys
Syn Jędrzeja i Marii z domu Łuczkiewicz, wnuk Włodzimierza Łuczkiewicza. W 1970 przyjechał do Poznania, gdzie podjął studia historyczne na Uniwersytecie im. Adama Mickiewicza. Po ich ukończeniu i obronie pracy magisterskiej rozpoczął nowicjat u dominikanów. Święcenia kapłańskie przyjął w 1981 w Krakowie. Następnie uzyskał doktorat z teologii moralnej na Papieskim Uniwersytecie św. Tomasza „Angelicum” w Rzymie.
Po powrocie do Polski był magistrem klerykatu (studentatu) w krakowskim klasztorze dominikanów oraz wykładowcą teologii moralnej. Wykładał na uczelni „Angelicum” w Rzymie i w Kolegium Filozoficzno-Teologicznym Polskiej Prowincji Dominikanów w Krakowie
Od 1998 członek Rady Generalnej Zakonu Dominikańskiego, gdzie pełnił wiele funkcji (ostatnio socjusza generała do spraw życia intelektualnego, wcześniej asystenta generała ds. Europy Centralnej i Wschodniej).
Poliglota biegle władający siedmioma językami obcymi. Posługuje się językami: angielskim, francuskim, włoskim, hiszpańskim, niemieckim, rosyjskim i łacińskim.
1 grudnia 2005 został mianowany przez Benedykta XVI Teologiem Domu Papieskiego. Zastąpił na tym stanowisku szwajcarskiego kardynała Georges’a Cottiera. 4 marca 2010 mianowany członkiem Papieskiego Komitetu ds. Międzynarodowych Kongresów Eucharystycznych. 14 kwietnia 2012 mianowany członkiem Kongregacji Spraw Kanonizacyjnych.

## Życie prywatne
Jest młodszym bratem Macieja Giertycha oraz stryjem Romana Giertycha.

## Publikacje
- Bóg źródłem prawa, 2008;
- Rozważania Pawłowe, 2008;
- Fides et actio, Promic 2012;
- Rozruch wiary, 2012;
- Jak żyć łaską. Płodność Boża w czynach ludzkich, 2014;
- Fides et passio, 2015
- Wiara a wolność, 2018;
- Wiara a uczucia, 2019;
- Wokół Eucharystii. Rekolekcje dla Biskupów, 2020;
- Wiara i odpowiedzialność, 2021.